# Lepidocyrtus lanuginosus
Lepidocyrtus lanuginosus är en urinsektsart som först beskrevs av Gmelin 1790.  Lepidocyrtus lanuginosus ingår i släktet Lepidocyrtus och familjen brokhoppstjärtar. Arten är reproducerande i Sverige. Inga underarter finns listade i Catalogue of Life.